# Diskografie Ruslany

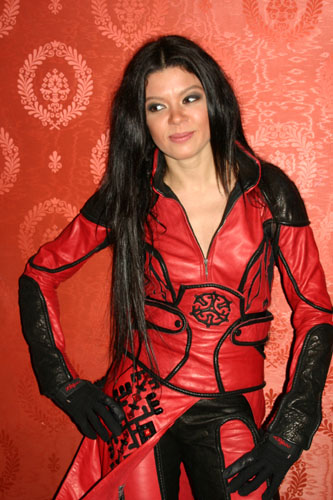
Ruslana

Tento článek obsahuje diskografii ukrajinské zpěvačky Ruslany.

## Alba
| Rok  | Album | Pozice v hitparádě | Pozice v hitparádě | Pozice v hitparádě | Ocenění | Prodeje                                                |
| Rok  | Album | Ukrajina           | Česko              | Belgie             | Ocenění | Prodeje                                                |
| ---- | --- | ------------------ | ------------------ | ------------------ | --- | ------------------------------------------------------ |
| 1998 | Myť vesny. Dzvinkyj viter live - ukrajinsky Мить весни. Дзвінкий вітер live                                                                                               | 2                  | –                  | –                  | |                                                        |
| 1999 | Ostanně Rizdvo 90-ch - ukrajinsky Останнє Різдво 90-х - Vánoční album | –                  | –                  | –                  | |                                                        |
| 2001 | Najkrašče - ukrajinsky Найкраще | –                  | –                  | –                  | |                                                        |
| 2002 | Dobryj večir, tobi… - ukrajinsky Добрий вечір, тобі… - kompilační EP | –                  | –                  | –                  | |                                                        |
| 2003 | Dyki tanci - ukrajinsky Дикі танці - Roku 2004 vyšlo též jako Dyki tanci + Jevrobonus (ukrajinsky Дикі танці + Євробонус, rozšířeno o remixy a některé další verze písní) | 1                  | –                  | –                  | - Ukrajina: Platinová deska | - Ukrajina: 170,000                                    |
| 2004 | Wild Dances - První album vydané po vítězství na Eurovision Song Contest 2004 - První anglické album - Obsahuje několik písní z alba Dyki tanci                           | 1                  | 20                 | 59                 | - Ukrajina: 7x Platinová deska - Slovensko: Platinová deska - Belgie: Zlatá deska - Česko: Zlatá deska - Rumunsko: Zlatá deska | - Ukrajina: 700,000 - Belgie: 10,000 - Rumunsko: 5,000 |
| 2005 | Club'in - Remixové album - Převážně obsahuje remixy písní z alba Wild Dances                                                                                              | –                  | –                  | –                  | |                                                        |
| 2008 | Amazonka - ukrajinsky Амазонка | 1                  | 29                 | –                  | |                                                        |
| 2008 | Wild Energy - Obsahuje anglické verze písní z alba Amazonka | 7                  | –                  | –                  | |                                                        |
| 2012 | Ej-fori-ja |                    |                    |                    | |                                                        |
| 2013 | Mij brat (Razom) |                    |                    |                    | |                                                        |
| 2013 | My Boo (Together) |                    |                    |                    | |                                                        |

## Singly

### Jako CD
Singlová alba vydaná oficiálně na samostatných CD.
| Rok  | Anglický název          | Přepis ukrajinského názvu | Ukrajinský název  |
| ---- | ----------------------- | ------------------------- | ----------------- |
| 2004 | „Wild Dances“           | „Dyki tanci“              | „Дикі Танці“      |
| 2004 | „Dance with the Wolves“ | „Tanci z vovkamy“         | „Танці з вовками“ |
| 2005 | „The Same Star“         | „Skažy meni“              | „Скажи мені“      |
| 2006 | „Wild Energy“           | „Dyka Enerhija“           | „Дика Енергія“    |

### Rádiové singly
Singly v širším pojetí, především rádiové.
- Singly ve světě

| Rok  | Singl                        | Pozice v hitparádě | Pozice v hitparádě  | Pozice v hitparádě | Pozice v hitparádě | Pozice v hitparádě | Pozice v hitparádě | Pozice v hitparádě       | Pozice v hitparádě    | Pozice v hitparádě | Pozice v hitparádě | Album                         |
| Rok  | Singl                        | Spojené království | Irsko               | Slovensko          | Švédsko            | Finsko             | Řecko              | Turecko                  | Rusko                 | Nizozemsko         | Nizozemsko         | Album                         |
| Rok  | Singl                        | UK Singles Chart   | Irish Singles Chart |                    | Sverige.           |                    |                    |                          | Russian Airplay Chart | Dutch Top 40       | Dutch Top 40       | Album                         |
| ---- | ---------------------------- | ------------------ | ------------------- | ------------------ | ------------------ | ------------------ | ------------------ | ------------------------ | --------------------- | ------------------ | ------------------ | ----------------------------- |
| 2004 | „Wild Dances“                | 47                 | 44                  | 21                 | 8                  | 20                 | 1                  | 2                        | 6                     | 30                 | 30                 | Wild Dances                   |
| 2004 | „Dance with the Wolves“      | –                  | –                   | –                  | –                  | –                  | –                  | –                        | 105                   | –                  | –                  | Wild Dances                   |
| 2005 | „The Same Star“              | –                  | –                   | –                  | –                  | –                  | –                  | –                        | 199                   | –                  | –                  | Wild Dances                   |
| 2005 | „Ring Dance with the Wolves“ | –                  | –                   | –                  | –                  | –                  | –                  | –                        | 161                   | –                  | –                  | Wild Dances – novoroční edice |
| 2008 | „Moon of Dreams“             | –                  | –                   | –                  | –                  | –                  | –                  | –                        | 131                   | –                  | –                  | Wild Energy                   |
| Rok  | Singl                        | Pozice v hitparádě | Pozice v hitparádě  | Pozice v hitparádě | Pozice v hitparádě | Pozice v hitparádě | Pozice v hitparádě | Pozice v hitparádě       | Pozice v hitparádě    | Pozice v hitparádě | Pozice v hitparádě | Album                         |
| Rok  | Singl                        | Litva              | Rakousko            | Švýcarsko          | Lotyšsko           | Německo            | Rumunsko           | Evropa                   | Ukrajina              | Belgie - Vlámsko   | Belgie - Valonsko  | Album                         |
| Rok  | Singl                        |                    |                     |                    |                    |                    |                    | European Hot 100 Singles |                       | Ultratop 50        | Ultratop 40        | Album                         |
| 2004 | „Wild Dances“                | 31                 | 43                  | 24                 | 36                 | 40                 | 44                 | 16                       | 1                     | 1                  | 25                 | Wild Dances                   |
| 2004 | „Dance with the Wolves“      | –                  | –                   | –                  | –                  | –                  | 95                 | 28                       | 3                     | 19                 | –                  | Wild Dances                   |
| 2005 | „The Same Star“              | –                  | –                   | –                  | –                  | –                  | 60                 | 19                       | 1                     | 50                 | –                  | Wild Dances                   |
| 2005 | „Ring Dance with the Wolves“ | –                  | –                   | –                  | –                  | –                  | 100                | 37                       | 1                     | –                  | –                  | Wild Dances – novoroční edice |
| 2008 | „Moon of Dreams“             | –                  | –                   | –                  | –                  | –                  | 77                 | –                        | 1                     | –                  | –                  | Wild Energy                   |

- Ukrajinské singly

| Rok  | Singl                        | Pozice v hitparádě | Pozice v hitparádě | Album                     |
| Rok  | Singl                        | Ukrajina           | Evropa             | Album                     |
| ---- | ---------------------------- | ------------------ | ------------------ | ------------------------- |
| 2003 | „Znaju ja“                   | 1                  | –                  | Dyki tanci                |
| 2003 | „Kolomyjka“                  | 1                  | –                  | Dyki tanci,               |
| 2003 | „Oj, zahraj my, muzyčeňku“   | 1                  | –                  | Dyki tanci                |
| 2005 | „Skažy meni“                 | 1                  | –                  | Dyki tanci                |
| 2005 | „V rytmi sercja“             | 5                  | 45                 | (žádné album)             |
| 2006 | „Dyka Enerhija“              | 1                  | –                  | Amazonka                  |
| 2008 | „Vidlunňa mrij“              | 1                  | –                  | Amazonka                  |
| 2008 | „Vohoň čy lid“ („Vse ne te“) | 6                  | –                  | Amazonka                  |
| 2010 | „Dykyj anhel“                | 40                 | –                  | Amazonka                  |
| 2010 | „Ja jdu za toboju“           | 15                 | 7                  | Amazonka                  |
| 2011 | „Wow“ („I'm So Amazing“)     | 7                  | 79                 | (název dosud nezveřejněn) |
| 2011 | „Ša-la-la“                   | 4                  | 55                 | (název dosud nezveřejněn) |

## Nevydané písně
- „Hey, Go with Me“ („Drum 'n' Dance“)
- „Wind Song“

## Soundtracky
Soundtracky obsahující písně Ruslany.
- 2007: Heartbreak Hotel Soundtrack - „Dance with the Wolves“
- 2007: Heartbreak Hotel Soundtrack - „Wild Dances, Part 2“
- 2008: Grand Theft Auto IV - „Wild Dances“

## DVD
| Rok  | Přepis ukrajinského názvu                                               | Ukrajinský název                                                        | Anglický název                       | Český překlad                                     |
| ---- | ----------------------------------------------------------------------- | ----------------------------------------------------------------------- | ------------------------------------ | ------------------------------------------------- |
| 1998 | „Rizdvo z Ruslanoju“                                                    | „Різдво з Русланою“                                                     | „Christmas with Ruslana“             | „Vánoce s Ruslanou“                               |
| 1999 | „Ostanně Rizdvo 90-ch“                                                  | „Останнє Різдво 90-х“                                                   | „The Last Christmas of the 90-ies“   | „Poslední Vánoce 90. let“                         |
| 2002 | „Rizdvjani lehendy“                                                     | „Різдвяні легенди“                                                      | „Christmas Legends“                  | „Vánoční legendy“                                 |
| 2003 | „Na Rizdvo do Lvivskoho“                                                | „На Різдво до Львівського“                                              | „Christmas with L'vivs'ke“           | „Na Vánoce do Lvova“                              |
| 2008 | „Klipy proektiv "Wild Energy"/"Amazonka" ta "Wild Dances"/"Dyki tanci"“ | „Кліпи проектів "Wild Energy"/"Амазонка" та "Wild Dances"/"Дикі танці"“ | „Wild Energy and Wild Dances videos“ | „Videoklipy z projektů Wild Energy a Wild Dances“ |

## Videoklipy
- „Ty“ ( „Ти,“ 1998)
- „Myť Vesny“ („Мить весни,“ 1998)
- „Svitanok“ („Світанок“, 1998)
- „Balada pro pryncesu“ („Балада про принцесу,“ 1998)
- „Kolyskova“ („Колискова,“ 1998)
- „Znaju ja“ („Знаю я,“ 2000)
- „Proščanňa z dysko“ („Прощання з диско,“ 2001)
- „Dobryj večir, tobi…“ („Добрий вечір, тобі…,“ 2002)
- „Kolomyjka“ („Коломийка,“ 2003)
- „Oj, zahraj my, muzyčenku“ („Ой, заграйми, музиченьку,“ 2003)
- „Wild Dances“ (2004)
- „Dance with the Wolves“ (2004)
- „Ring Dance with the Wolves“ (2005)
- „The Same Star“ (2005)
- „V rytmi sercja“ („В ритмі серця,“ 2005)
- „Dyka Enerhija“ („Дика енергія,“ 2006)
- „Vidlunňa mrij“ („Відлуння мрий,“ ukrajinská verze videoklipu „Moon of Dreams,“ 2008)
- „Moon of Dreams“ (feat. T-Pain) (2008)
- „Vohoň čy lid“ („Vse ne te“) („Вогонь чи лід (Все не те),“ 2008)
- „Dykyj anhel“ („Дикий ангел,“ ukrajinská verze videoklipu „Silent Angel,“ 2008)
- „Silent Angel“ (2008)
- „Wow“[8] (v anglické verzi „I'm So Amazing,“[5] 2011)
- „Ša-la-la“[9]

## Seznam jednotlivých písní podle alb[2][1]

### Myť vesny. Dzvinkyj viter live
Myť vesny. Dzvinkyj viter live (ukrajinsky Мить весни. Дзвінкий вітер live) je debutové dvojalbum z roku 1998.
| Myť vesny | Myť vesny            | Myť vesny                            | Myť vesny             | Myť vesny |
| Pořadí    | Název                | Autor                                | Název v ukrajinštině  | Délka     |
| --------- | -------------------- | ------------------------------------ | --------------------- | --------- |
| 1.        | Vesňana introdukcija |                                      | „Весняна інтродукція“ | 1:31      |
| 2.        | Myť vesny            | A. Ksenofontov, K. Kuzněcov, Ruslana | „Мить весни“          | 5:16      |
| 3.        | Svitanok             | A. Ksenofontov, Ruslana              | „Світанок“            | 3:53      |
| 4.        | Svitlo i tiň         | A. Ksenofontov, Ruslana              | „Світло і тінь“       | 2:56      |
| 5.        | Ostanňa podorož      | A. Kryvuta, A. Ksenofontov, Ruslana  | „Остання подорож“     | 4:14      |
| 6.        | Balada pro pryncesu  | A. Kryvuta, A. Ksenofontov, Ruslana  | „Балада про принцесу“ | 5:01      |
| 7.        | Ščasťa               | A. Kryvuta, A. Ksenofontov, Ruslana  | „Щастя“               | 3:38      |
| 8.        | Ty                   | A. Kryvuta, A. Ksenofontov, Ruslana  | „Ти“                  | 4:05      |
| 9.        | Tik-Tak (kolyskova)  | A. Kryvuta, Ruslana                  | „Тік-Так (колискова)“ | 5:07      |

| Dzvinkyj viter live | Dzvinkyj viter live           | Dzvinkyj viter live                           | Dzvinkyj viter live            | Dzvinkyj viter live |
| Pořadí              | Název                         | Autor                                         | Název v ukrajinštině           | Délka               |
| ------------------- | ----------------------------- | --------------------------------------------- | ------------------------------ | ------------------- |
| 10.                 | Vam i ne snylosja (live)      | R. Tahor, Překlad A. Ksenofontov, O. Rybnikov | „Вам і не снилося (live)“      | 2:35                |
| 11.                 | Ostanňa podorož (live)        |                                               | „Остання подорож (live)“       | 4:42                |
| 12.                 | Ty (live)                     |                                               | „Ти (live)“                    | 4:05                |
| 13.                 | Svitanok (live)               |                                               | „Світанок (live)“              | 3:37                |
| 14.                 | Try tysjači rokiv tomu (live) | A. Kryvuta, Ruslana                           | „Три тисячі років тому (live)“ | 2:01                |
| 15.                 | Vtračenyj raj (live)          | A. Kryvuta, P. Hrabovs'kyj                    | „Втрачений рай (live)“         | 4:21                |
| 16.                 | Polum'ja došču (live)         | A. Kaprins'kyj, Ruslana                       | „Полум'я дощу (live)“          | 3:33                |
| 17.                 | Luna (Vidlunňa) (live)        | A. Kryvuta, Ruslana                           | „Луна (Відлуння) (live)“       | 4:42                |
| 18.                 | Balada pro pryncesu (live)    |                                               | „Балада про принцесу (live)“   | 4:20                |
| 19.                 | Oj, letily dyki husy          | J. Rybčyns'kyj, I. Poklad                     | „Ой, летіли дикі гуси“         | 3:14                |

### Ostanně Rizdvo 90-ch
Ostanně Rizdvo 90-ch (ukrajinsky Останнє Різдво 90-х) je album s koledami a vánočními písněmi z roku 1999.
| Ostanně Rizdvo 90-ch | Ostanně Rizdvo 90-ch              | Ostanně Rizdvo 90-ch                                        | Ostanně Rizdvo 90-ch              | Ostanně Rizdvo 90-ch |
| Pořadí               | Název                             | Autor                                                       | Název v ukrajinštině              | Délka                |
| -------------------- | --------------------------------- | ----------------------------------------------------------- | --------------------------------- | -------------------- |
| 1.                   | Čudo iz čudes                     | V. Kondraktjuk                                              | Чудо із чудес                     | 5:20                 |
| 2.                   | In excelsis deo                   | Ruslana                                                     |                                   | 2:40                 |
| 3.                   | Koljada                           | P. Hrabovs'kyj, B.-I. Antonyč                               | Коляда                            | 4:36                 |
| 4.                   | Dobryj večir, tobi                | Ruslana, A. Ksenofontov (úpravy a přebírání lidových písní) | Добрий вечір, тобі                | 4:16                 |
| 5.                   | Radujsja, svit                    | F. Händel, úprava textu V. Kondraktjuk                      | Радуйся, світ                     | 3:40                 |
| 6.                   | Tycha nič                         | F. Gruber, úprava Ruslana, A. Ksenofontov                   | Тиxа ніч                          | 4:09                 |
| 7.                   | Rizdvjana tema                    |                                                             | Різдвяна тема                     | 0:58                 |
| 8.                   | Tycha nič (live)                  |                                                             | Тиxа ніч (live)                   | 5:07                 |
| 9.                   | Čudo iz čudes (live)              |                                                             | Чудо із чудес (live)              | 6:09                 |
| 10.                  | Radujsja, svit (instrumental)     |                                                             | Радуйся, світ (інструментал)      | 3:41                 |
| 11.                  | Dobryj večir, tobi (instrumental) |                                                             | Добрий вечір, тобі (інструментал) | 4:14                 |

### Najkrašče
Najkrašče (ukrajinsky Найкраще) je album z roku 2001.
| Najkrašče | Najkrašče                     | Najkrašče                       | Najkrašče |
| Pořadí    | Název                         | Název v ukrajinštině            | Délka     |
| --------- | ----------------------------- | ------------------------------- | --------- |
| 1.        | Svitanok                      | „Світанок“                      | –         |
| 2.        | Dobryj večir                  | „Добрий вечір“                  | –         |
| 3.        | Proščavaj, dysko              | „Прощавай, диско“               | –         |
| 4.        | Svitlo i tiň                  | „Світло і тінь“                 | –         |
| 5.        | Oj letily dyki husy           | „Ой летіли дикі гуси“           | –         |
| 6.        | Peršyj snih                   | „Перший сніг“                   | –         |
| 7.        | Balada pro pryncesu           | „Балада про принцесу“           | –         |
| 8.        | Vam i ne snylos'              | „Вам і не снилось“              | –         |
| 9.        | Ponad horamy (hari mur kaver) | „Понад горами (гарі мур кавер)“ | –         |
| 10.       | Vir meni (a-cha kaver)        | „Вір мені (а-xа кавер)“         | –         |
| 11.       | Svitanok (remake)             | „Світанок (ремейк)“             | –         |

### Dobryj večir, tobi…
Dobryj večir, tobi… (ukrajinsky Добрий вечір, тобі…) je kompilační EP z roku 2002, na kterém Ruslana prezentuje vánoční hity ukrajinských umělců, jako jsou např. Jevhenija Vlasova, Ani Lorak, Viktor Pavlik, Hajdamaky, Oleksandr Ponomarov, Taras Čubaj, a také některé své.
| Dobryj večir, tobi… | Dobryj večir, tobi…                       | Dobryj večir, tobi…                                                                                      | Dobryj večir, tobi…  | Dobryj večir, tobi… |
| Pořadí              | Název                                     | Autor | Název v ukrajinštině | Délka               |
| ------------------- | ----------------------------------------- | --- | -------------------- | ------------------- |
| 1.                  | Dobryj večir (verze od Dmytra Cyperdjuka) | Ruslana                                                                                                  | „Добрий вечір“       | 3:31                |
| 2.                  | Mykolaj Borodatyj                         | Taras Čubaj                                                                                              | „Миколай Бородатий“  | 3:23                |
| 3.                  | Syple snih                                | Jevhenija Vlasova                                                                                        | „Сипле сніг“         | 3:11                |
| 4.                  | Rizdvo, Rizdvo                            | Ani Lorak                                                                                                | „Різдво, Різдво“     | 3:40                |
| 5.                  | Nova Radisť                               | Viktor Pavlik                                                                                            | „Нова Радість“       | 3:36                |
| 6.                  | Misjac                                    | Tajisija Povalij                                                                                         | „Місяць“             | 3:02                |
| 7.                  | Sv'jat večir                              | Hajdamaky                                                                                                | „Св'ят вечір“        | 3:05                |
| 8.                  | Dobryj večir (verze DJ Nekrasova)         | Ruslana                                                                                                  | „Добрий вечір“       | 3:09                |
| 9.                  | Radujsja, svit                            | Oleksandr Ponomarov                                                                                      | „Радуйся, світ“      | 1:49                |
| 10.                 | Utišymosja                                | Ruslana, Pikkardijska Tercija, Taras Čubaj                                                               | „Утішимося“          | 3:02                |
| 11.                 | Zyma                                      | Ani Lorak, Viktor Pavlik, Oleksandr Ponomarov, Ruslana, Taras Čubaj, Jevhenija Vlasova, Tajisija Povalij | „Зима“               | 3:49                |
| 12.                 | Tycha nič                                 | Ruslana                                                                                                  | „Тиха ніч“           | 4:08                |
| 13.                 | Dobryj večir (originální verze)           | Ruslana                                                                                                  | „Добрий вечір“       | 4:12                |

### Dyki tanci
Dyki tanci (ukrajinsky Дикі танці) je album z roku 2003, které spojuje staré huculské rytmy s prvky moderní taneční hudby. Níže je zobrazen seznam skladeb základní edice. Rozšiřující verze s remixy Jevrobonus (Eurobonus) a další jsou uvedeny v příslušném článku.
| Dyki tanci | Dyki tanci                           | Dyki tanci                                        | Dyki tanci                 | Dyki tanci |
| Pořadí     | Název                                | Autor                                             | Název v ukrajinštině       | Délka      |
| ---------- | ------------------------------------ | ------------------------------------------------- | -------------------------- | ---------- |
| 1.         | Oj, zahraj my, muzyčeňku (joy dance) | Ruslana, A. Ksenofontov                           | „Ой заграй ми, музиченьку“ | 3:53       |
| 2.         | Znaju ja (drive dance)               | Ruslana, A. Ksenofontov                           | „Знаю я“                   | 3:09       |
| 3.         | Pljes (flute dance)                  | Ruslana, A. Ksenofontov, Andrij Babkin            | „Плєс“                     | 3:30       |
| 4.         | Arkan (extreme dance)                | Ruslana, A. Ksenofontov                           | „Аркан“                    | 3:39       |
| 5.         | Skažy meni (love dance)              | Ruslana, A. Kuzmenko ("Skrjabin"), A. Ksenofontov | „Скажи мені“               | 4:12       |
| 6.         | Kolomyjka (crazy dance)              | Ruslana, A. Ksenofontov                           | „Коломийка“                | 4:06       |
| 7.         | Huculka (mystic dance)               | Ruslana, A. Ksenofontov                           | „Гуцулка“                  | 3:52       |
| 8.         | Pivnična (northern dance)            | Ruslana, J. Miščenko (Talita Kum), A. Ksenofontov | „Північна“                 | 3:51       |
| 9.         | Ce - ljubov (chill out)              | Ruslana, A. Ksenofontov                           | „Це - любов“               | 4:03       |
| 10.        | Ja tebe ljublju (balade)             | Ruslana, A. Ksenofontov                           | „Я тебе люблю“             | 3:39       |

### Wild Dances
Wild Dances je album z roku 2004 inspirované huculskými tradicemi. Stejnojmenné píseň z tohoto alba dopomohla Ruslaně k vítězství v soutěži Eurovision Song Contest 2004.
| Pořadí | Název                                | Autor                                                        | Délka |
| ------ | ------------------------------------ | ------------------------------------------------------------ | ----- |
| 1.     | Wild Dances                          | Ruslana, A. Ksenofontov, Jamie Maher, Fayney, Sherena Dugani | 3:00  |
| 2.     | Dance with the Wolves                | Ruslana, Romy Rom, Music Mike                                | 3:57  |
| 3.     | Accordion Intro                      | Ruslana                                                      | 1:00  |
| 4.     | The Same Star                        | Ruslana, A. Ksenofontov, Steve Balsamo, Romy Rom, Music Mike | 4:19  |
| 5.     | Play, Musician                       | Ruslana, A. Ksenofontov                                      | 3:53  |
| 6.     | Like a Hurricane                     | Ruslana, Jemie Maher, Fayney, Sherena Dugani                 | 2:36  |
| 7.     | The Tango We Used to Dance           | Ruslana, Romy Rom, Music Mike                                | 3:45  |
| 8.     | Wild Dances (Harem's Club Mix)       | Ruslana, A. Ksenofontov                                      | 3:16  |
| 9.     | Wild Dances (Part 2)                 | Ruslana, A. Ksenofontov, Music Mike, Romy Rom                | 3:59  |
| 10.    | Wild Passion                         | Music Mike, Romy Rom                                         | 4:00  |
| 11.    | Arkan ()                             | Ruslana, A. Ksenofontov                                      | 3:38  |
| 12.    | Kolomyjka ()                         | Ruslana, A. Ksenofontov                                      | 4:00  |
| 13.    | Hutsul Girl ()                       | Ruslana, A. Ksenofontov, A. Babkin                           | 3:53  |
| 14.    | Play, Musician (Deep Mix)            | Ruslana, A. Ksenofontov                                      | 3:58  |
| 15.    | Wild Dances (Harem's Percussion Mix) | Ruslana, A. Ksenofontov                                      | 2:52  |

### Club'in
Club'in je remixové album z roku 2005.
| Pořadí | Název                                                      | Délka |
| ------ | ---------------------------------------------------------- | ----- |
| 1.     | Wild Passion (DJ Small & LV Club Mix)                      | 7:11  |
| 2.     | Dance with the Wolves (Harems Disco Mix)                   | 4:15  |
| 3.     | Hey, Go with Me (DJ Small & LV Club Mix)                   | 8:23  |
| 4.     | Play, Musician (Treat Brothers Happy Dub)                  | 7:37  |
| 5.     | Wind Song (Michael Nekrasov Zebra Mix)                     | 5:11  |
| 6.     | Wild Dances (DJ Small & LV Club Mix)                       | 8:46  |
| 7.     | The Same Star (Treat Brothers Re-Pop)                      | 3:46  |
| 8.     | The Tango We Used to Dance (DJ Small & LV Club Mix)        | 8:57  |
| 9.     | Dance with the Wolves (Treat Brothers Remix)               | 6:41  |
| 10.    | The Same Star (DJ Zebra & Sergei Repin Fusion House Remix) | 5:49  |
| 11.    | Wind Song (DJ Small & LV Club Mix)                         | 7:40  |
| 12.    | Wild Dances (C.Y.T. vs DJ Nick 2005 Club Edit)             | 4:08  |

### Amazonka
Amazonka (ukrajinsky Амазонка) je album z roku 2008, které vychází děje z knihy Wild Energy. Lana.
| Amazonka | Amazonka                                          | Amazonka                                                                     | Amazonka                    | Amazonka |
| Pořadí   | Název                                             | Autor                                                                        | Název v ukrajinštině        | Délka    |
| -------- | ------------------------------------------------- | ---------------------------------------------------------------------------- | --------------------------- | -------- |
| 1.       | Dyka Enerhija (Wild Energy)                       | Ruslana, Music Mike, Roman Bokar'ov; ukr. text – A. Ksenofontov              | „Дика енергія“              | 4:02     |
| 2.       | Vidlunňa mrij (Moon of Dreams)                    | Roman Bokar'ov, Music Mike; ukr. text – A. Ksenofontov, Karina Jasynova      | „Відлуння мрий“             | 4:15     |
| 3.       | My budemo perši (New Energy Generation)           | Ruslana, Music Mike, Roman Bokar'ov; ukr. text – A. Ksenofontov, Toma Prymak | „Ми будемо перші“           | 3:26     |
| 4.       | Ja jdu za toboju (I Follow The Night)             | Ruslana, A. Ksenofontov                                                      | „Я йду за тобою“            | 4:09     |
| 5.       | Ty žyva (Syntetyčna) (Heaven Never Makes Us Fall) | Ruslana, Music Mike, Roman Bokar'ov; ukr. text – A. Ksenofontov              | „Ти жива (Синтетична)“      | 3:40     |
| 6.       | Vohoň čy lid (Vse ne te) (Fire or Ice)            | Ruslana, A. Ksenofontov                                                      | „Вогонь чи лід (Все не те)“ | 2:47     |
| 7.       | De ty, moja ljubov (Where Are You, My Love)       | Ruslana, A. Ksenofontov                                                      | „Де ти, моя любов“          | 3:38     |
| 8.       | Dykyj anhel (Silent Angel)                        | Roman Bokar'ov, Music Mike; ukr. text – A. Ksenofontov, Karina Jasynova      | „Дикий ангел“               | 3:24     |
| 9.       | Ne dlja prodažu (Not For Sale)                    | Roman Bokar'ov, Music Mike; ukr. text – A. Ksenofontov, Karina Jasynova      | „Не для продажу“            | 3:24     |
| 10.      | Jak zminyty majbutňe (The Energy Of Love)         | Ruslana, A. Ksenofontov, Toma Prymak, Karina Jasynova                        | „Як змінити майбутнє“       | 3:35     |

### Wild Energy
Wild Energy je album z roku 2008. Jedná se o anglickou verzi alba Amazonka.
| Wild Energy | Wild Energy                               | Wild Energy                                 | Wild Energy |
| Pořadí      | Název                                     | Autor                                       | Délka       |
| ----------- | ----------------------------------------- | ------------------------------------------- | ----------- |
| 1.          | Wild Energy                               | Ruslana, Roman B, Music Mike, Charles Funk  | 4:01        |
| 2.          | Moon of Dreams (feat. T-Pain)             | Roman B, Music Mike, T-Pain                 | 4:16        |
| 3.          | New Energy Generation                     | Ruslana, Roman B, Music Mike                | 3:24        |
| 4.          | The Girl That Rules (feat. Missy Elliott) | Ruslana, Roman B, Music Mike, Missy Elliott | 3:16        |
| 5.          | I'll Follow The Night                     | Ruslana, Roman B, Music Mike                | 3:16        |
| 6.          | Silent Angel                              | Roman B, Music Mike                         | 3:21        |
| 7.          | Dancing In The Sky                        | Roman B, Music Mike                         | 3:31        |
| 8.          | Heaven Never Makes Us Fall                | Roman B, Music Mike, Ruslana                | 3:35        |
| 9.          | Cry It Out                                | Roman B, Music Mike                         | 3:19        |
| 10.         | Overground                                | Roman B, Music Mike                         | 3:04        |
| 11.         | Heart On Fire                             | Ruslana, Roman B, Music Mike                | 3:32        |
| 12.         | Energy Of Love                            | Ruslana, Roman B, Music Mike                | 3:36        |

### Mij Brat (razom)
- album z roku 2013